# Průrva Ploučnice

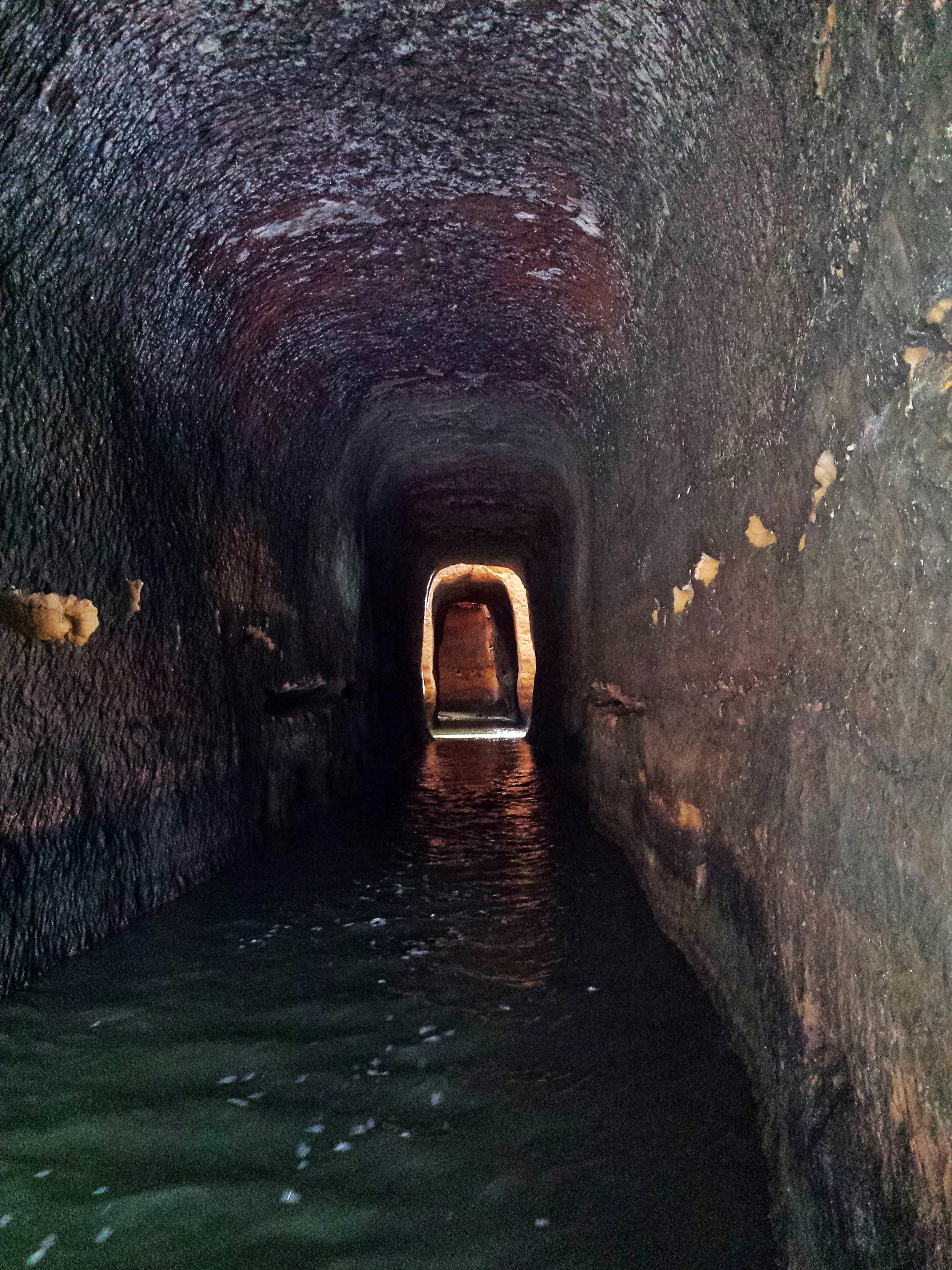
Tunel

Průrva Ploučnice (zvaná též Pekelný jícen, Hromová rána či Čertova díra) je umělý vodní tunel, kterým protéká řeka Ploučnice. Nachází se v okrese Česká Lípa mezi Stráží pod Ralskem a Novinami pod Ralskem v Ralské pahorkatině. Při dostatečně vysoké hladině vody je využívána vodáky.

## Popis místa
Říčka, která přitéká od Stráže mezi loukami, zde vtéká do soutěsky mezi strmými pískovcovými stěnami. Asi po 50 metrech se stáčí vpravo a vtéká do prvního tunelu, dlouhého asi 13 metrů. Poté se asi na 10 metrů vynoří na povrch v rokli a pokračuje druhou, 41 metrů dlouhou chodbou. Tunely byly zhotoveny ručně krumpáčem a mají výšku i šířku 3,5–4 m. Ve stěnách jsou patrné otvory sloužící k zapuštění pěti dřevěných jezů a uzávěr. Na konci padá voda asi metrovým stupněm do tůně pod skalní stěnou.

## Vznik
Pravděpodobně v 16. století se uskutečnil pokus o stavbu vodní nádrže sloužící k pohonu železného hamru v Novinách pod Ralskem. Koryto Ploučnice bylo přehrazeno sypanou zemní hrází a řeka byla svedena do rozšířené skalní rokle zvané Pekelný jícen. Tunel skalním masivem prorazili primitivním způsobem, jen krumpáči a lopatami. Okolní skály, tvořené pískovci svrchního turonu, však dobře propouští vodu, proto se nádrž nikdy nenaplnila a vodu do hamru museli přivádět náhonem od Stráže. Z hamru pod přepadem se nedochovalo nic. Na jeho místě pak stávala budova mechanické přádelny, ale ani ta již neexistuje.

## Jiné využití
V 19. století tudy místní mlynář vozil při světle loučí návštěvníky, které toto vodní dílo uchvátilo. Nyní je místo známé především mezi vodáky, jimž splouvání Ploučnice zpestřuje.
Průrvu mohou spatřit turisté i dnes, a to z červeně značené trasy vedoucí od Stráže na vrchol hory Ralsko a do Mimoně. Po nedaleké silnici přes obec Noviny vedou cyklotrasy č. 241 a 3007.
Filmaři zdejší lokalitu využili při natáčení pohádkových filmů Z pekla štěstí 2 a Princezna a písař.

Později se stala oblíbeným místem turistů jakož to skokánek kvůli větší hloubce přímo pod výtokem z Průrvy. Ovšem hloubka se podle hladiny řeky měří proto se skákat z Průrvy nedoporučuje.

## Chráněná památka
Průrva Ploučnice byla 17. prosince 1997 prohlášena Ministerstvem kultury ČR za kulturní památku.

## Galerie

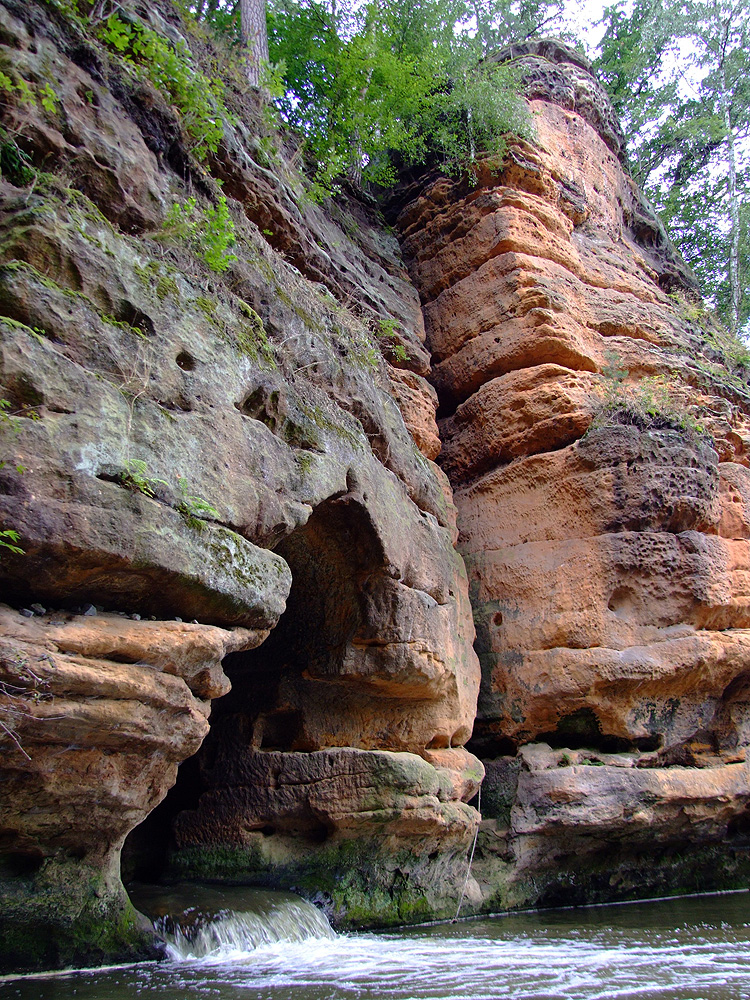
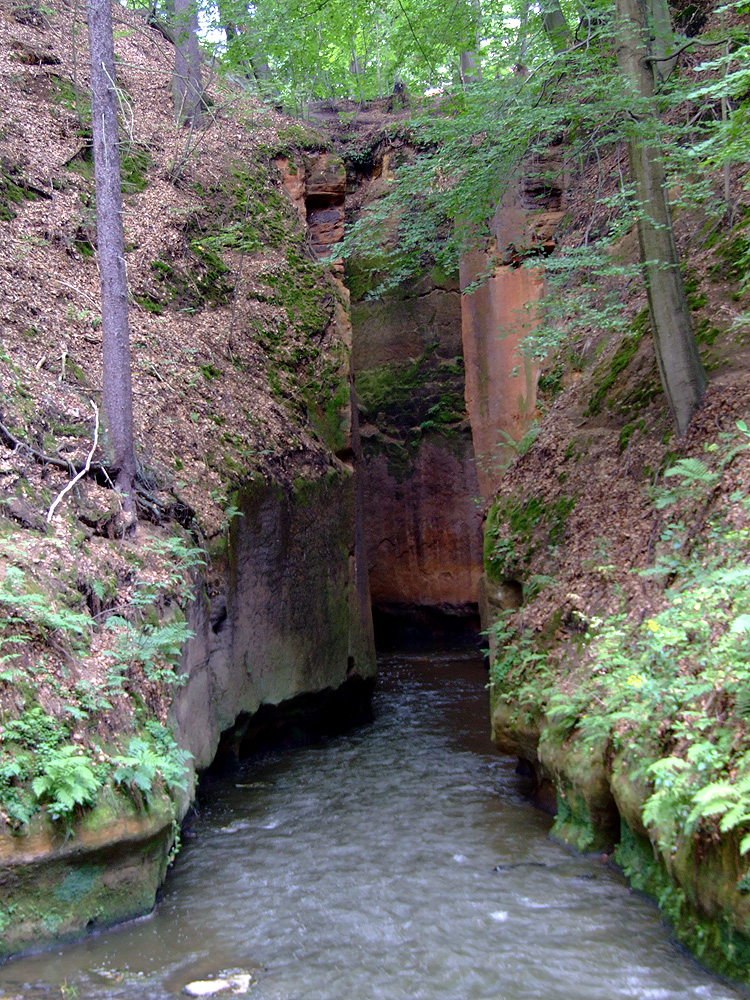
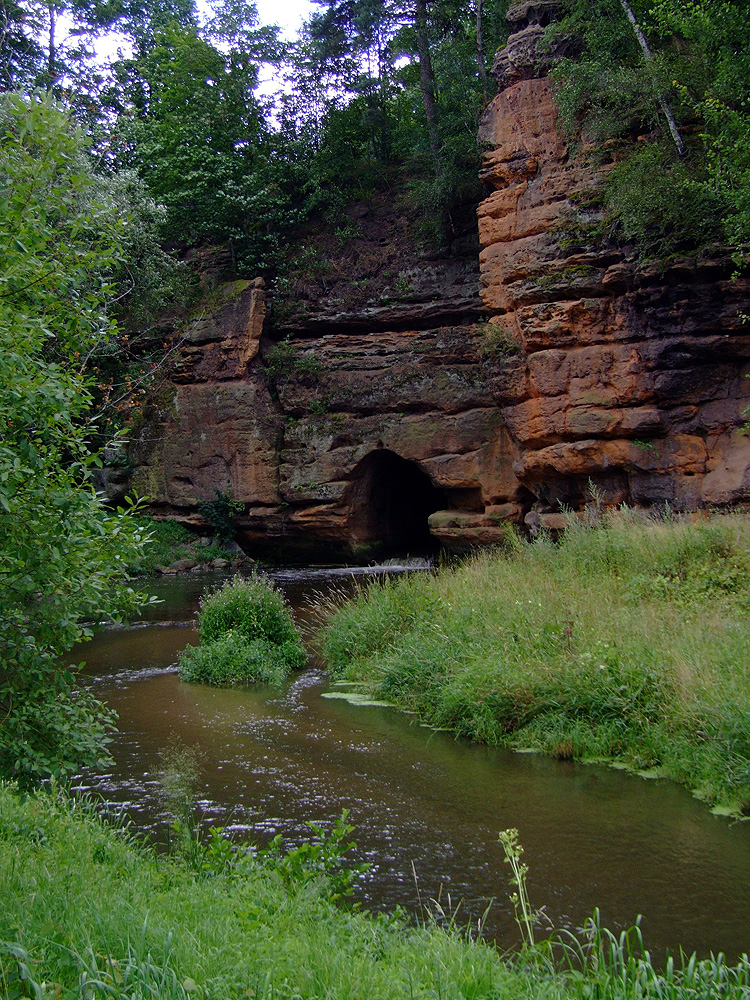